# Ware Jezuskerk

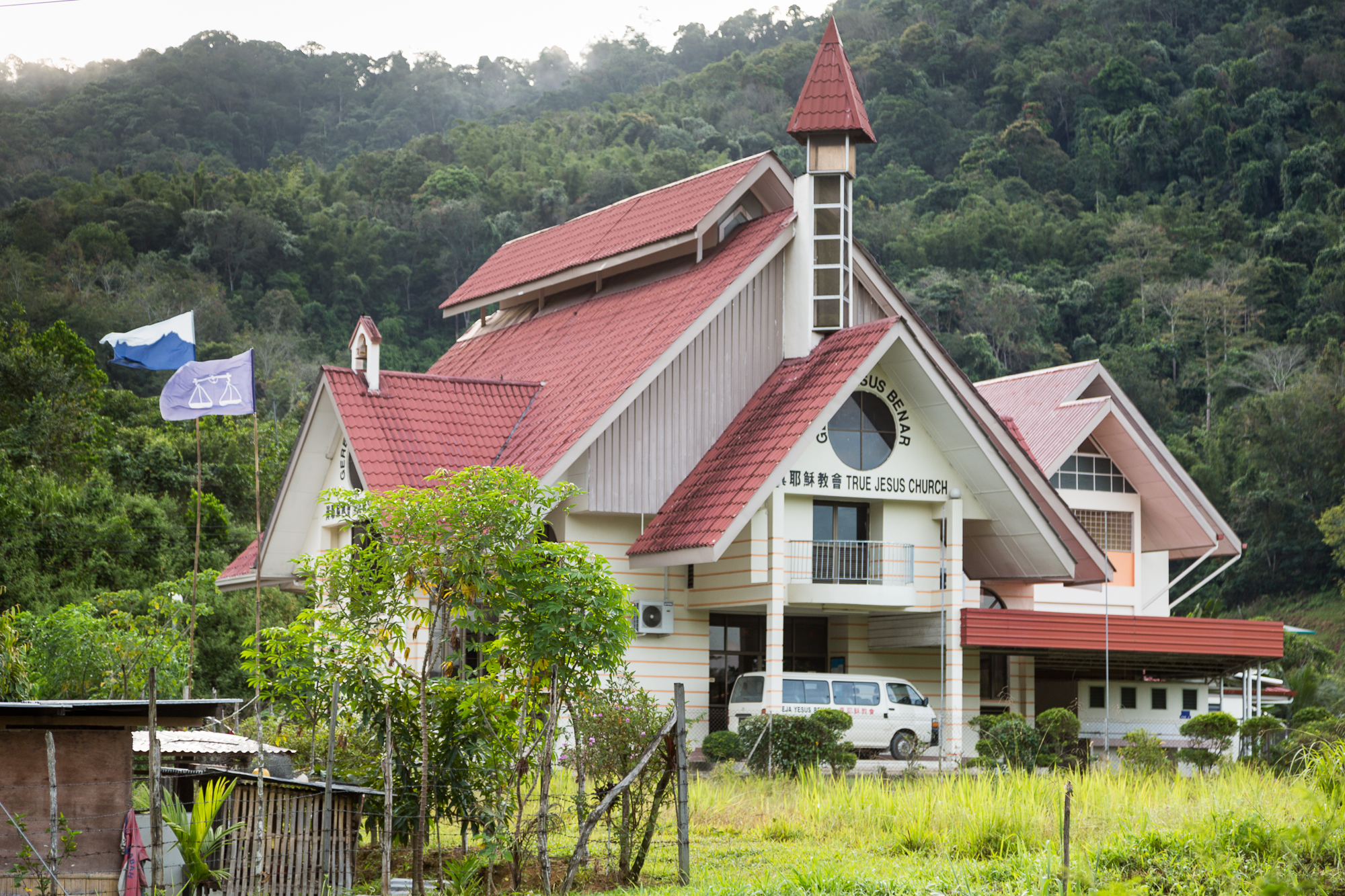
Gebouw van de Ware Jezuskerk in Tamparuli Sabah, Maleisië

De Ware Jezuskerk (Chinees: 真耶穌教會, Zhēn Yēsū jiàohuì) is een onafhankelijk christelijk kerkgenootschap dat in 1917 in Peking ontstond. In 2009 telt de kerk volgens eigen schattingen 1,5 tot 2,5 miljoen leden in 48 landen. De kerk is een Chinese loot van de Pinksterbeweging en was een van de drie autochtoon-Chinese huiskerken die bestonden voor de vestiging van het gezag van de Communistische Partij in 1949. Sinds 1992 heeft de kerk ook gemeenten in Nederland. De huidige verkozen voorzitter van de Internationale Assemblee van de Ware Jezuskerk is voorganger Yung-Ji Lin. De kerk wijst de drie-eenheid af en beschouwt God en Jezus als een en dezelfde. Zij legt er grote nadruk op dat zij de enige ware kerk is met uitsluiting van andere kerken.

## De tien geloofspunten
De Ware Jezuskerk vat haar overtuigingen samen in tien stellingen. De eerste vijf gelden als essentiële leerstukken, de nummers 6 tot en met 10 werden in de jaren tachtig van de 20e eeuw toegevoegd. De tien stellingen luiden in de eigen formulering van de Ware Jezuskerk:
1. "Het ontvangen van de Heilige Geest, waarvan blijk wordt gegeven door in tongen te spreken, is de waarborg van onze beërving van het Koninkrijk der hemelen". (Rom 8:16, Eph. 1:13 en 14).
2. De doop door water is het sacrament voor de vergeving van zonden voor de wedergeboorte. De doop moet in natuurlijk water plaatsvinden, zoals een rivier, de zee of een bron. De doper, die zelf al gedoopt is met water en met de Heilige Geest, voert de doop uit in de naam van de Heer Jezus Christus. De dopeling moet volledig in het water worden ondergedompeld, met het hoofd gebogen en het gelaat naar beneden (Johannes 3:5; Matteüs 3:16; Handelingen van de Apostelen 2:38, 10:48).
3. Het "sacrament van de voetwassing" stelt mensen in staat de ervaring te delen met Jezus. Het dient ook als constante herinnering dat men liefde, heiliging, nederigheid, vergeving en dienstverlening behoeft. Ieder die de doop heeft ondergaan moet zijn of haar voeten laten wassen in de naam van Jezus Christus. De wederzijdse voetwassing kan worden uitgeoefend wanneer dat passend is. (Johannes 13:17)
4. De Heilige Communie is het sacrament om de dood van Christus te herdenken. Hierbij deelt men in het vlees en het bloed van de Heer, opdat wij het eeuwige leven hebben en op de Laatste Dag worden opgewekt. Dit sacrament wordt zo vaak mogelijk gevierd. Slechts één ongedesemd brood en druivensap mag worden gebruikt (1 Korintiërs 10:17, 11:26; Johannes 6:53).
5. De Sabbat, de zevende dag van de week (zaterdag), is een Heilige Dag, geheiligd door God. De dag wordt onder Gods genade gevierd ter herdenking van de schepping en Zijn redding in de hoop op de eeuwige rust in het hiernamaals.
6. Jezus Christus, het Woord dat vlees werd, gestorven aan het kruis voor de verlossing van zondaars, herrezen op de derde dag en ten hemel gevaren. Hij is de enige Redder van de mensheid, de Schepper van de hemel en de aarde, en de enige Ware God (Johannes 3:16; 1 Korintiërs 15:34; Handelingen van de Apostelen 4:12).
7. De Heilige Bijbel, bestaand uit de Oude en Nieuwe Testamenten, is geïnspireerd door God, de enige Bijbelse waarheid, en de norm voor het christelijke leven (2 Timoteüs 3:16).
8. Redding wordt geschonken door de genade van God door het geloof. Gelovigen moeten vertrouwen op de Heilige Geest om heiliging na te streven, God te eren, en om van het mensdom te houden (Efeziërs 2:8).
9. De Ware Jezuskerk, gevestigd door Jezus Christus, door de Heilige Geest tijdens de tijd van de 'laatste regen'[1], is de herstelde Ware Kerk van de apostolische tijd (Joël 2:23; Amos 9:11).
10. De wederkomst van de Heer zal op de Jongste Dag plaatsvinden, wanneer hij uit de hemel nederdaalt om de wereld te oordelen: de rechtvaardigen zullen het eeuwige leven ontvangen, terwijl de kwaadwilligen voor eeuwig zullen worden veroordeeld (Matteüs 25:31-34; 1 Tess. 4:16-17)."

## Historische achtergrond & oorsprong
De pogingen door Nestoriaanse christenen uit Perzië (635-845) om in China te evangeliseren, door de rooms-katholieken en jezuïeten (1265, 1601 - 1724) waren kortstondig - zij vielen in ongenade bij de Chinese keizer - en leidden slechts tot verspreide ondergrondse inspanningen.
De eerste protestantse zendingsarbeid op Chinese bodem begon in 1807 met de aankomst van Robert Morrison. Na de Opiumoorlog in de jaren 1840 begonnen zendelingen van over de hele wereld in China aan te komen. In 1865 richtte Hudson Taylor richtte de China Inland Mission op.
In de negentiende eeuw vond een grote toename van het aantal christenen plaats. In 1900 waren er bijna 113.000 protestantse christenen met 1.600 Chinese christelijke arbeiders en 2.000 zendelingen.

## De Pinksterbeweging in China en de oorsprong van de Ware Jezuskerk
Na de Pinksterbeweging in de Verenigde Staten in de jaren 1900, werd een apostolische missiekerk gevestigd in Shanghai en vele Chinese christenen ontvingen de Heilige Geest. Niet lang na de Bokseropstand en vervolgingen in 1900, bepleitten vele Chinees christenen een 'drie-zelfbeweging', genoemd naar de drie doelstellingen van het zendingswerk 'zelfbestuur, zelfsteun en zelfverspreiding' die in het midden van de negentiende eeuw door de Engelse Church Missionary Society en de American Board of Commissioners for Foreign Missions waren geformuleerd. In China waren deze in 1892 bekend geworden door een zendingsconferentie in Shanghai. Door zich zelfstandig te maken wilden de Chinese christenen buitenlandse invloeden of tussenkomst verminderen. De drie vroege stichters van de Ware Jezuskerk, Leng-Sheng Zhang, Paulus Wei en Barnabas Zhang, steunden ook dit idee en onder verwijzing naar inspiratie en openbaringen van de Heilige Geest hebben zij beslist om te breken met de hoofdstroming van de pinksterbeweging.
De vroege arbeiders waren er stellig van overtuigd dat het de wil van de Heer was om een ware kerk op te zetten. Deze zou alle eerdere fouten en verkeerde interpretaties in de leerstellingen van de andere kerken verbeteren en uiteindelijk volmaaktheid bereiken voor de wederkomst van de Heer.
Missionarissen werden uitgezonden en evangelisatiebulletins werden gepubliceerd en verspreid in diverse provincies in China. Het evangelie werd gepredikt in Taiwan in maart 1926. In 1967 werd de Internationale Assemblee opgericht in Los Angeles in de Verenigde Staten van Amerika.